# Spock

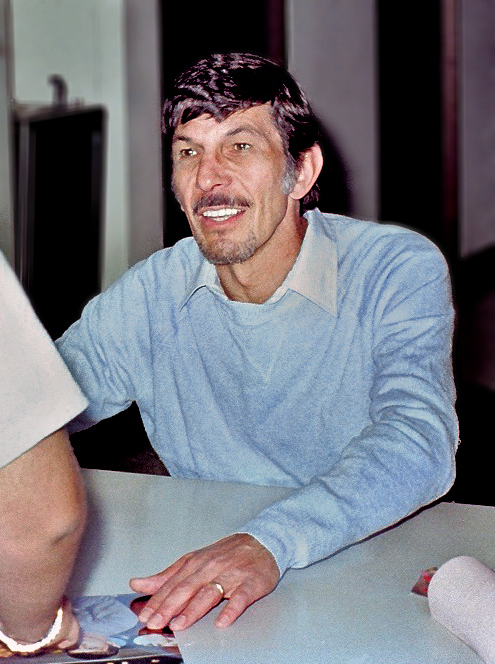
El actor Leonard Nimoy, en 1980.

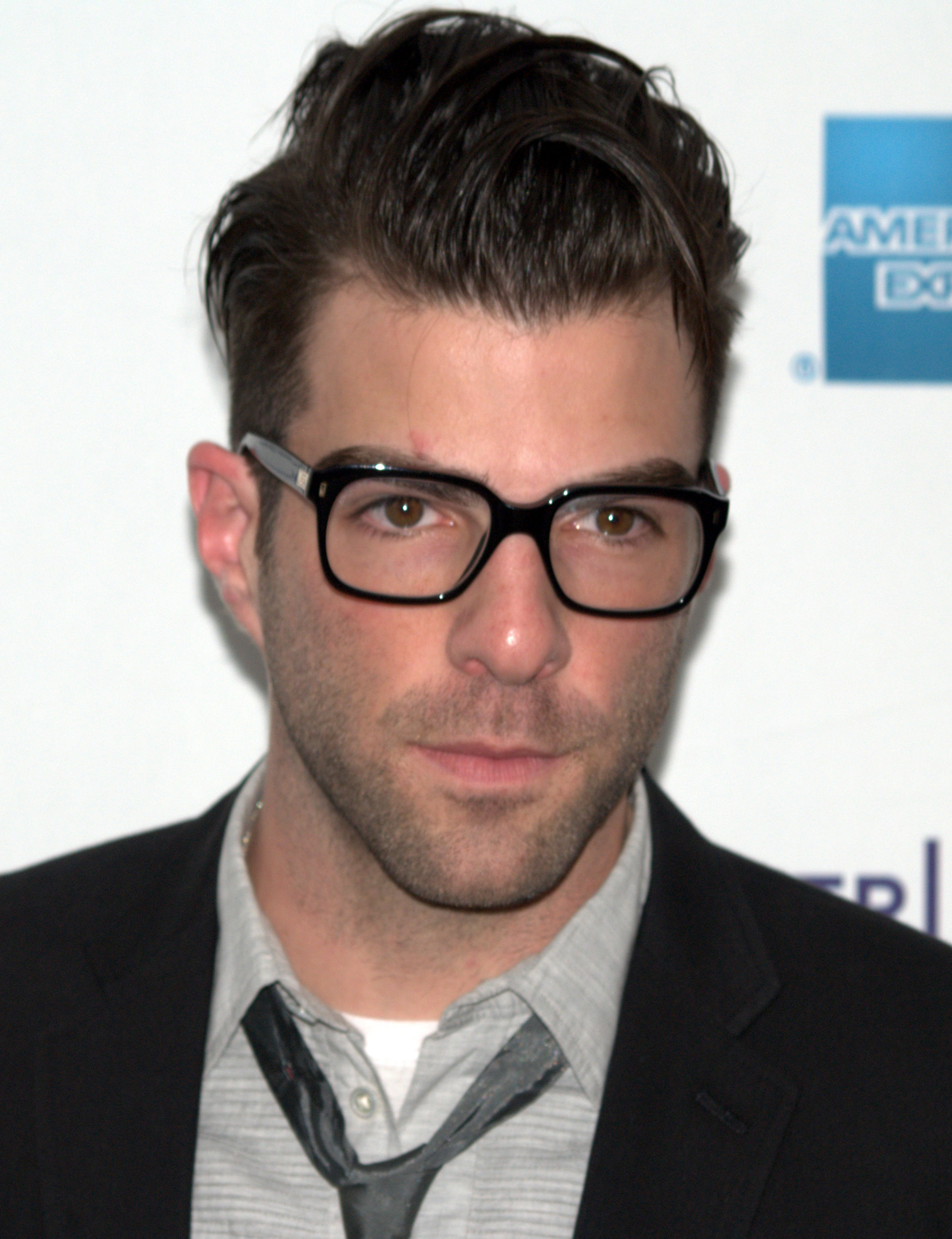
El actor Zachary Quinto, en el 2009.

Spock es un personaje ficticio de la franquicia de ciencia ficción Star Trek. Inicialmente interpretado por Leonard Nimoy en Star Trek: La serie original, es presentado sirviendo a bordo de la nave estelar USS Enterprise como oficial científico y primer oficial y luego como oficial al mando de dos iteraciones de la nave.La herencia mixta humana y vulcana de Spock sirve como un elemento importante de la trama en muchas de las apariciones del personaje. Junto con el Capitán James T. Kirk (William Shatner) y el Dr. Leonard "Bones" McCoy (DeForest Kelley), es uno de los tres personajes centrales de la serie original de Star Trek y sus películas. Después de retirarse del servicio activo en la Flota Estelar, Spock sirvió como embajador de la Federación y luego se vio involucrado en el desafortunado intento de salvar a Romulus de una supernova, lo que lo llevó a vivir el resto de su vida en un universo paralelo. 
Nimoy también lo interpreta en Star Trek: La serie animada, en dos episodios de la quinta temporada de Star Trek: The Next Generation (Unificación, parte 1 y 2), en ocho de las películas de Star Trek y en numerosos libros, cómics y videojuegos sobre la serie. También es interpretado por Zachary Quinto en las películas Star Trek (2009), Star Trek: En la oscuridad y Star Trek Beyond, ambientadas en una línea de tiempo alternativa (Línea Kelvin) donde además, interactúa con el Spock de Nimoy que proviene de la línea de tiempo principal (Línea Prime)
En su más reciente aparición en la franquicia, es interpretado por Ethan Peck en las series Star Trek: Discovery, Star Trek: Strange New Worlds y en dos cortos de Star Trek: Short Treks. 
La interpretación de Nimoy de Spock tuvo un impacto cultural significativo y le valió tres nominaciones al premio Emmy. Su perfil público como Spock era tan fuerte que sus dos autobiografías, I Am Not Spock (1975) y I Am Spock (1995), fueron escritas desde el punto de vista de la convivencia con el personaje.

## Biografía
Spock es hijo del embajador de Vulcano Sarek y su esposa humana Amanda Grayson. En su niñez, dado su origen vulcano-humano era el hazmerreír de sus compañeros, por lo cual se sometió a una prueba de valor en la cual se le pidió elegir para el resto de su vida una de las dos culturas que habían marcado su nacimiento y adoptó la cultura vulcana. Este hecho es relatado en uno de los episodios de Star Trek Serie Animada. Pese a que Spock se proclama vulcano, sufre un conflicto interno entre la razón y la lógica de su mitad vulcana y la emoción y la intuición de su mitad humana. Para los cánones humanos, sin embargo, es indudablemente lógico y extremadamente flemático a la hora de afrontar el peligro.
Durante casi toda su carrera en la Flota Estelar —se unió a ella en contra de los deseos de su padre Sarek— el Sr. Spock estuvo sirviendo a bordo de una única nave, la célebre USS Enterprise NCC-1701. Pasó casi once años a las órdenes de su capitán Christopher Pike. El primer mando que obtuvo fue temporal, y siendo él teniente, cuando ordenó la evacuación de la Enterprise de Talos IV, tras el rapto de todos los oficiales superiores a manos de los hostiles habitantes.
A finales de la década de 2260, Spock ascendió a teniente comandante y se le asignó el puesto de primer oficial y oficial científico de la nave estelar Enterprise bajo el mando del capitán James T. Kirk (Star Trek (TOS)). En 2268, Spock había obtenido el rango de comandante. Dimitió de sus funciones en 2270 con intención de regresar a Vulcano y proseguir su entrenamiento de la disciplina Kolinahr (eliminación total de los sentimientos).
En el año 2271 volvió al servicio activo y regresó como comandante y oficial científico de la USS Enterprise. Tras el incidente V'Ger (relatado en Star Trek: La película), y la pérdida del primer oficial de la Enterprise, el capitán William Decker y la teniente Ilia del planeta Delta, Spock asumió el puesto de primer oficial y oficial científico de la USS Enterprise. Se supone que después de este incidente, tuvo lugar una nueva aventura; sin embargo esto no se ha establecido en el canon.

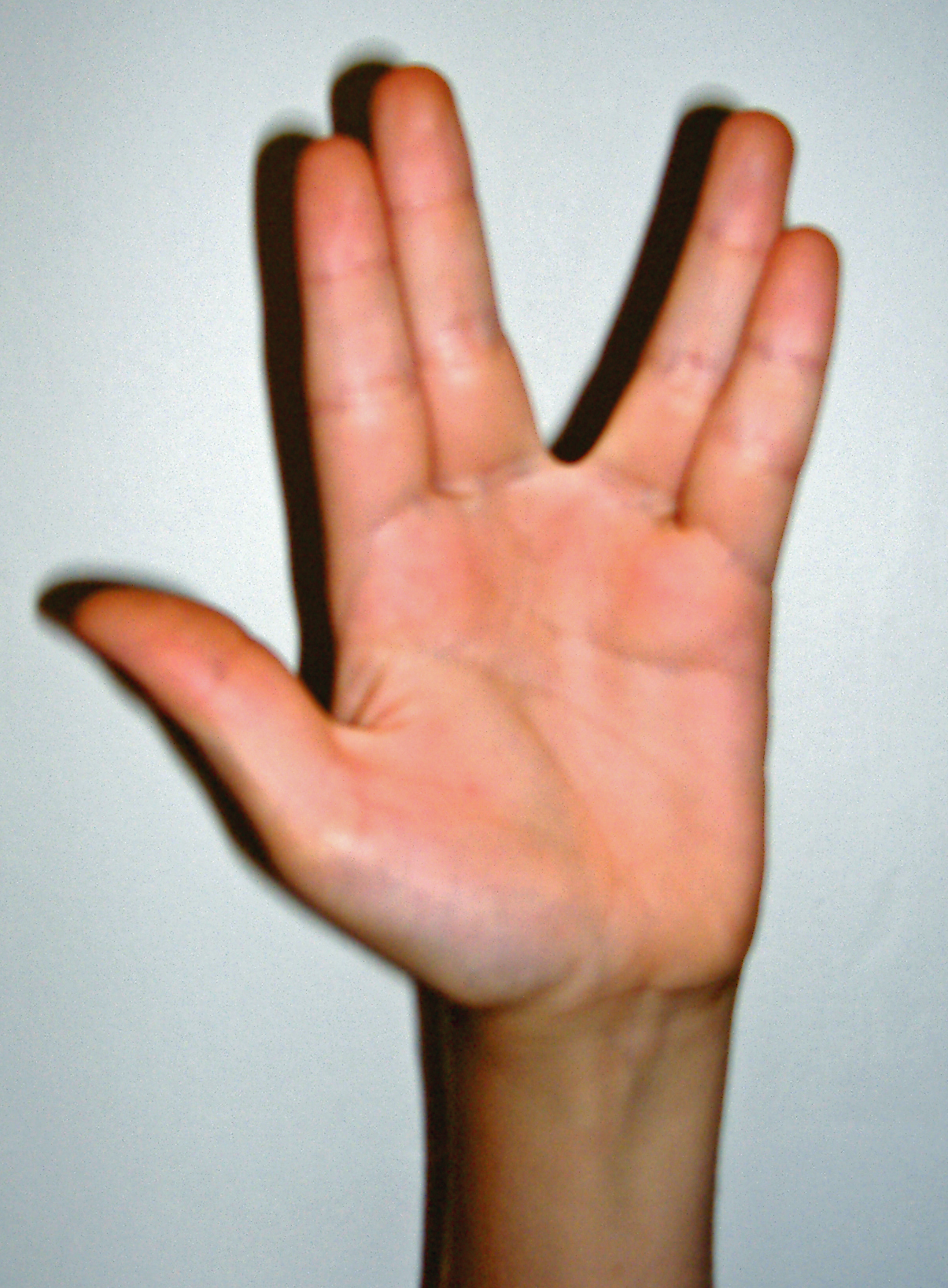
Spock popularizó el saludo vulcano en la serie original.

Unos cuantos años después, la Enterprise se destinó como nave de entrenamiento para la Academia de la Flota Estelar. Spock ascendió al rango de capitán y se le asignó el mando de la USS Enterprise, en tanto que Kirk reanudó sus obligaciones como almirante en el Comando de la Flota Estelar. En el año 2282, Spock fue relevado temporalmente del mando durante la Crisis del Génesis (Star Trek II: La ira de Khan), cuando el almirante James Tiberius Kirk asumió el comando de la Enterprise según las órdenes de la Flota Estelar para combatir contra Khan Noonieng Singh. Durante esta misión, Spock falleció en acto de servicio al entrar en la cámara de anti-materia sin el traje de protección. Fue un último y heroico esfuerzo (las necesidades de muchos anteceden a las necesidades de pocos e inclusive a la de uno mismo) que terminó en éxito, para poder reactivar los motores de curvatura (warp) justo a tiempo de permitir que la Enterprise escapara de la explosión provocada por el Dispositivo Génesis, que generaría vida en el planeta Génesis.
Más tarde se descubrió que Spock había transferido, poco antes de morir, su katra, su esencia espiritual, al cerebro del Dr. Leonard McCoy. Durante un funeral espacial se le rindieron honores al capitán Spock, y su cadáver se lanzó dentro de un torpedo al incipiente planeta Génesis. Gracias al exclusivo y peculiar medio ambiente del planeta (fruto del Proyecto Génesis) su cuerpo pudo "regenerarse" en el planeta, por lo que pudo ser recuperado, y su katra le fue devuelta (mediante el rito vulcaniano llamado Fal-Tor-Pan) en Star Trek III: En busca de Spock. (El asunto del katra se trató posteriormente en la serie Star Trek: Enterprise.)

## Influencia
La banda sueca de synth-pop S.P.O.C.K, cuyas letras versan sobre ciencia ficción en general, y Star Trek muchas veces en particular, quería llamarse primeramente "Spock" a secas, como un homenaje al personaje interpretado por Leonard Nimoy. Sin embargo, problemas con la propiedad intelectual hicieron que se rebautizaran como "Space Pilot On Channel K", cuya sigla o acrónimo sigue formando el nombre del personaje.
La banda de rock progresivo Spock's Beard (Barba de Spock) debe su nombre a la perilla que la contraparte del señor Spock en un universo paralelo llevaba en el episodio Mirror mirror, de 1967.
En el video We Made You de Eminem se hace referencia al personaje de Leonard Nimoy (Spock)
El personaje Sheldon Cooper de la serie The Big Bang Theory (interpretado por Jim Parsons) es fanático de Spock y de Leonard Nimoy. En varias ocasiones a lo largo de la serie se ha disfrazado de este personaje, ha sido chantajeado por sus amigos con citas de Spock, ha reinventado el juego de "piedra, papel y tijeras" (cita textual: "Rock, scissors, paper, lizard, ¡Spock!") incluyendo el saludo vulcaniano como "Spock" y en un capítulo recibió como regalo una servilleta autografiada por Leonard Nimoy, enloqueciendo de alegría por ello (más que nada por tener ADN de Nimoy y hacer su propio Spock).
En varias ocasiones se ha aludido al parecido de Juan José Ibarretxe (ex-lehendakari del País Vasco) con Spock. El 21 de febrero de 2009, al coincidir el Carnaval con la campaña electoral al Parlamento Vasco, las juventudes del Partido Nacionalista Vasco utilizaron este parecido en una fiesta trekkie en la que repartieron orejas postizas de vulcaniano, Ibarretxe utilizó términos inspirados en Star Trek y finalizó realizando el saludo vulcaniano con otros dirigentes y militantes de su partido.

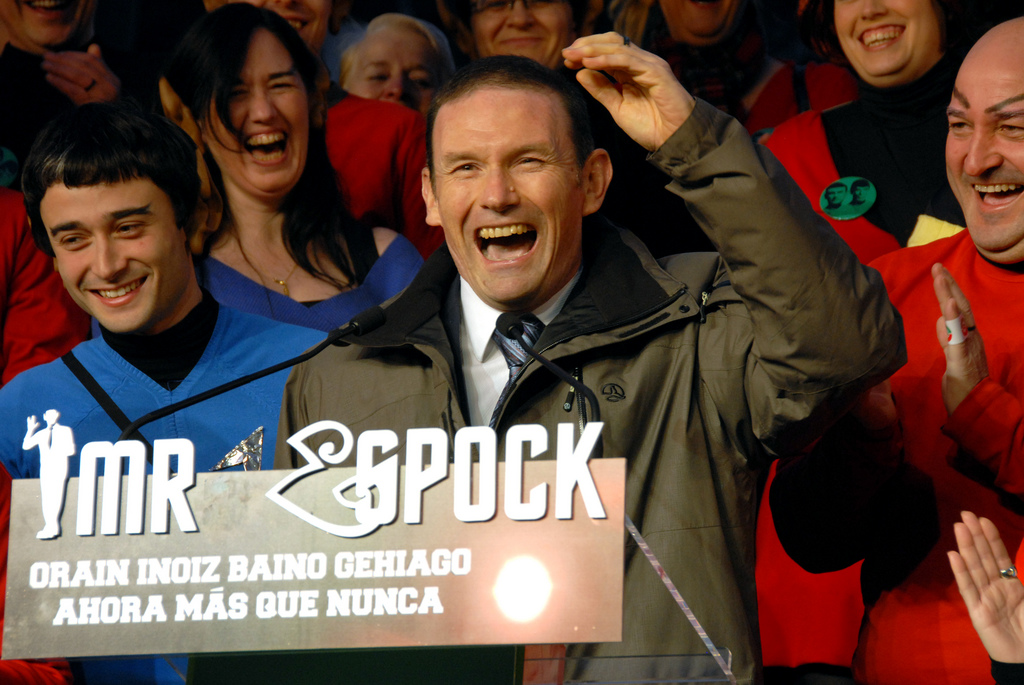
Juan José Ibarretxe, cuyo parecido con el Señor Spock ha sido frecuentemente comentado, rodeado de militantes y candidadatos de su partido disfrazados de trekkies durante un acto de campaña de las elecciones autonómicas de 2009 que coincidió en fechas con los Carnavales.